# Campeonato Pan-Americano de Ginástica de 2018
O Campeonato Pan-Americano de Ginástica de 2018 foi realizado em Lima, Peru, em setembro de 2018. Três modalidades de ginástica foram disputadas: ginástica artística (de 11 a 16 de setembro), ginástica rítmica (de 26 a 30 de setembro) e trampolim (de 5 de setembro a 9). O evento foi organizado pela Federação Peruana de Ginástica sob a supervisão da União Pan-Americana de Ginástica, e aprovada pela Federação Internacional de Ginástica. A competição serviu de qualificação para os Jogos Pan-Americanos de 2019, que também foram realizados em Lima, no Peru.

## Medalhistas

### Ginástica artística
| Evento              | Ouro                                                                                       | Prata                                                                                         | Bronze                                                                                       |
| ------------------- | ------------------------------------------------------------------------------------------ | --------------------------------------------------------------------------------------------- | -------------------------------------------------------------------------------------------- |
| Masculino           |                                                                                            |                                                                                               |                                                                                              |
| Equipes             | Estados Unidos · Cameron Bock · Spencer Goodell · Riley Loos · Kanji Oyama · Genki Suzuki  | Colômbia · Jossimar Calvo · Didier Lugo · Andres Martinez · Javier Sandoval · Jose David Toro | Brasil · Francisco Barreto · Lucas Bittencourt · Leonardo de Souza · Luís Porto · Caio Souza |
| Individual geral    | Manrique Larduet (CUB)                                                                     | René Cournoyer (CAN)                                                                          | Cameron Bock (USA)                                                                           |
| Solo                | Tomás González (CHI)                                                                       | Manrique Larduet (CUB)                                                                        | Cameron Bock (USA)                                                                           |
| Cavalo com alças    | Genki Suzuki (USA)                                                                         | Manrique Larduet (CUB) Cameron Bock (USA)                                                     | —                                                                                            |
| Argolas             | Fabián de Luna (MEX)                                                                       | Federico Molinari (ARG)                                                                       | Daniel Villafañe (ARG)                                                                       |
| Salto               | Caio Souza (BRA)                                                                           | Daniel Aguero (PER)                                                                           | Jose David Toro (COL)                                                                        |
| Barras paralelas    | Manrique Larduet (CUB)                                                                     | Jossimar Calvo (COL)                                                                          | Cameron Bock (USA)                                                                           |
| Barra fixa          | Caio Souza (BRA)                                                                           | Francisco Barreto (BRA)                                                                       | Randy Lerú (CUB)                                                                             |
| Feminino            |                                                                                            |                                                                                               |                                                                                              |
| Equipes             | Estados Unidos · Jade Carey · Kara Eaker · Shilese Jones · Grace McCallum · Trinity Thomas | Brasil · Rebeca Andrade · Jade Barbosa · Thaís Fidélis · Lorrane Oliveira · Flávia Saraiva    | México · Paulina Campos · Nicolle Castro · Natalia Escalera · Frida Esparza · Alexa Moreno   |
| Individual geral    | Grace McCallum (USA)                                                                       | Trinity Thomas (USA)                                                                          | Flávia Saraiva (BRA)                                                                         |
| Salto               | Jade Carey (USA)                                                                           | Marcia Vidiaux (CUB)                                                                          | Grace McCallum (USA)                                                                         |
| barras assimétricas | Grace McCallum (USA)                                                                       | Trinity Thomas (USA)                                                                          | Nicolle Castro (MEX)                                                                         |
| Trave               | Kara Eaker (USA)                                                                           | Flávia Saraiva (BRA)                                                                          | Grace McCallum (USA)                                                                         |
| Solo                | Jade Carey (USA)                                                                           | Flávia Saraiva (BRA)                                                                          | Kara Eaker (USA)                                                                             |

### Ginástica rítmica
| Evento                     | Ouro | Prata | Bronze |
| -------------------------- | --- | --- | --- |
| Equipes                    | Estados Unidos · Nastasya Generalova · Lili Mizuno · Laura Zeng                                              | México · Rut Castillo · Karla Diaz · Marina Malpica                                                                  | Brasil · Heloisa Bornal · Bárbara Domingos · Natália Gaudio · Mariany Miyamoto                               |
| Individual geral           | Laura Zeng (USA)                                                                                             | Marina Malpica (MEX)                                                                                                 | Natália Gaudio (BRA)                                                                                         |
| Grupos                     | México · Mildred Maldonado · Marcela Quijano · Sara Ruiz · Itzel Sainz · Karen Villanueva                    | Estados Unidos · Dasha Baltovick · Isabelle Connor · Ugne Dragunas · Connie Du · Elizaveta Pletneva · Nicole Sladkov | Brasil · Vitoria Guerra · Jessica Maier · Deborah Medrado · Gabrielle Moraes · Nicole Pircio · Karine Walter |
| Arco                       | Laura Zeng (USA)                                                                                             | Lili Mizuno (USA) | Marina Malpica (MEX)                                                                                         |
| Bola                       | Laura Zeng (USA)                                                                                             | Nastasya Generalova (USA)                                                                                            | Rut Castillo (MEX)                                                                                           |
| Maças                      | Laura Zeng (USA)                                                                                             | Nastasya Generalova (USA)                                                                                            | Sophie Crane (CAN)                                                                                           |
| Fita                       | Laura Zeng (USA)                                                                                             | Karla Diaz (MEX) | Bárbara Domingos (BRA)                                                                                       |
| Grupo - 5 arcos            | Brasil · Vitoria Guerra · Jessica Maier · Deborah Medrado · Gabrielle Moraes · Nicole Pircio · Karine Walter | México · Mildred Maldonado · Marcela Quijano · Sara Ruiz · Itzel Sainz · Karen Villanueva                            | Canadá · Elizabet Belittchenko · Vanessa Panov · Anastasia Shanko · Alexandra Udachina · Alexandra Zilyuk    |
| Grupo - 3 bolas e 2 cordas | México · Mildred Maldonado · Marcela Quijano · Sara Ruiz · Itzel Sainz · Karen Villanueva                    | Estados Unidos · Dasha Baltovick · Isabelle Connor · Ugne Dragunas · Connie Du · Elizaveta Pletneva · Nicole Sladkov | Brasil · Vitoria Guerra · Jessica Maier · Deborah Medrado · Gabrielle Moraes · Nicole Pircio · Karine Walter |

### Ginástica de trampolim
| Evento                 | Ouro                                                                            | Prata                                                                           | Bronze                                                                    |
| ---------------------- | ------------------------------------------------------------------------------- | ------------------------------------------------------------------------------- | ------------------------------------------------------------------------- |
| Masculino              |                                                                                 |                                                                                 |                                                                           |
| Trampolim individual   | Jeffrey Gluckstein (USA)                                                        | Jason Burnett (CAN)                                                             | Esaul Ceballos (MEX)                                                      |
| Trampolim em equipe    | Canadá · Jason Burnett · Jacob Cranham · Keegan Soehn · Trevor Stirling         | Estados Unidos · Jeffrey Gluckstein · Isaac Rowley · Joseph Isenberg            | México · Esaul Ceballos · Amado Lozano · Oswaldo Prieto · Luis Loria      |
| Trampolim sincronizado | Lucas Adorno (ARG) · Federico Cury (ARG)                                        | Lucas Tobias (BRA) · João Fonseca (BRA)                                         | Keegan Soehn (CAN) · Trevor Stirling (CAN)                                |
| Duplo-mini             | Callum Sundquist (CAN)                                                          | Lucas Adorno (ARG)                                                              | Bernardo Aquino (ARG)                                                     |
| Duplo-mini em equipe   | Argentina · Lucas Adorno · Bernardo Aquino · Federico Cury · Maximiliano Llanes | Canadá · Callum Sundquist · Ryan Sheehan · Connar Tomalty · Mark Armstrong      | —                                                                         |
| Feminino               |                                                                                 |                                                                                 |                                                                           |
| Trampolim individual   | Sophiane Methot (CAN)                                                           | Nicole Ahsinger (USA)                                                           | Jessica Stevens (USA)                                                     |
| Trampolim em equipe    | Estados Unidos · Nicole Ahsinger · Jessica Stevens · Olivia Simpson             | Argentina · Lucila Maldonado · Mara Colombo · Delfina Podesta · Marianela Galli | México · Dafne Navarro · Katia Mariscal · Melissa Flores · Patricia Nuñez |
| Trampolim sincronizado | Sophiane Methot (CAN) · Sarah Milette (CAN)                                     | Nicole Ahsinger (USA) · Olivia Simpson (USA)                                    | Camilla Gomes (BRA) · Daienne Lima (BRA)                                  |
| Duplo-mini             | Lucila Maldonado (ARG)                                                          | Laurence Roux (CAN)                                                             | Mara Colombo (ARG)                                                        |
| Duplo-mini em equipe   | Canadá · Laurence Roux · Danielle Grieve · Haley Nakonechni                     | Argentina · Mara Colombo · Lucila Maldonado · Marianela Galli                   | —                                                                         |

## Quadro de medalhas
| Pos.               | País               | Ouro | Prata | Bronze | Total |
| ------------------ | ------------------ | ---- | ----- | ------ | ----- |
| 1                  | Estados Unidos     | 16   | 11    | 7      | 34    |
| 2                  | Canadá             | 5    | 4     | 3      | 12    |
| 3                  | Brasil             | 3    | 5     | 8      | 16    |
| 4                  | México             | 3    | 4     | 7      | 14    |
| 5                  | Argentina          | 3    | 4     | 3      | 10    |
| 6                  | Cuba               | 2    | 3     | 1      | 6     |
| 7                  | Chile              | 1    | 0     | 0      | 1     |
| 8                  | Colômbia           | 0    | 2     | 1      | 3     |
| 9                  | Peru               | 0    | 1     | 0      | 1     |
| Total (9 entradas) | Total (9 entradas) | 33   | 34    | 30     | 97    |